# ميخائيل غالاغير (صحفي)
ميخائيل غالاغير (بالإنجليزية: Michael Gallagher)‏ هو صحفي أمريكي، ولد في 1958.